# 新传媒5频道
新传媒5频道（英语：MediaCorp Channel 5）是新加坡24小时英语电视频道。
5频道的节目包括英语电视剧、电影、体育、真人秀、综艺节目、新闻、时政和游戏等节目。部分节目附上中文字幕。
奥多频道停播后，原本安排在该频道播映的儿童节目迁移至5频道，以“Okto on 5”的名义播映。

## 新傳媒高清5頻道
新传媒高清5频道（英语：MediaCorp HD5）是新加坡24小时英语高清电视频道。

### 歷史

2023年1月31日之前的标志

2005年1月1日，新加坡通讯及新闻部長李文獻宣布，在新加坡試驗的高畫質電視服務將在2006年12月22日開始，是由新加坡媒體發展管理局（MDA）的努力加快高清技術在全國為全國媒體和娛樂產業轉移到數字技術的部署和應用的一部分。
2006年12月22日，新傳媒高清5頻道的前身「新傳媒電視高清頻道」開播。
2007年1月1日，頻道改名為新傳媒高清5頻道（MediaCorp TV HD5）。
2017年3月1日，因釋放UHF頻譜，新傳媒高清5頻道停播，並併入新傳媒5頻道（2013年12月16日開播高畫質版本）。